# Високий Камінь (Вороняки)
Високий Камінь — гора на північ від села Голубиця Золочівського району Львівської області, найвища вершина низькогірного пасма Вороняки Подільської височини.

## Географія
Гора висотою — 440 м н. р. м., розташована в лісі, за 900 м на північ від околиці села Голубиця, за 1,8 км на південь від дороги між селами Переліски та Літовище Бродівського району, Львівської області, ті за 1,9 км на південний захід від гори Збараж (412 м).
На північних схилах гори бере свій початок річка Стир, а на південних — струмки, що впадають у річку Серет Маркопольський, що наряду із Серетом Правим, Серетом Лівим, Вятиною та Грабаркою поблизу села Ратищі, утворюють річку Серет (ліва притока Дністра).